# Max & the Magic Marker
Max & the Magic Marker (conhecido no Japão como Rakugaki Hero) é um jogo eletrônico de plataforma desenvolvido pela Press Play e lançado para o WiiWare, PlayStation Network, Nintendo DS, Macintosh, Microsoft Windows, iOS, Windows Phone 7 e Windows Phone 8.
O protagonista [e um garoto chamado Max, que desenha um monstro com uma caneta hidrográfica mágica. O monstro então ganha vida e invade os desenhos de Max, começando a destrui-los. Max então precisa perseguir e se livrar do monstro com a ajuda de sua caneta mágica.

## Jogabilidade
Max & the Magic Marker é um jogo de plataforma onde o jogador controla a caneta mágica para criar objetos físicos como plataformas e caixas para ajudar Max em sua aventura. A caneta mágica é usada para criar pontes, plataformas e objetos pesados para ajudar Max a atravessar cavernas, subir em objetos em movimento ou ser lançado para o ar.

## Recepção
Com o seu lançamento, Max & the Magic Marker recebeu várias críticas positivas e sua versão para o WiiWare tem uma pontuação de 76/100 no website Metacritic.

## Sequência
Uma sequência intitulada Max: The Curse of Brotherhood foi lançada através de download para o Xbox One em 20 de dezembro de 2013.